# Hodslavice
Hodslavice (niem. Hotzendorf) – gmina w Czechach, w powiecie Nowy Jiczyn, w kraju morawsko-śląskim. Według danych z dnia 1 stycznia 2012 liczyła 1717 mieszkańców.
Znajduje się przy drodze z Nowego Jiczyna do Wałaskiego Międzyrzecza, ok. 6 km na południe od stolicy powiatu.

## Historia
Powstała prawdopodobnie w okresie kolonizacji za rządów króla czeskiego Przemysła Ottokara II. Nazwa pochodzi od domniemanego założyciela Hodislava. Pierwsza wzmianka pochodzi z 1411 roku. Po śmierci Jana Husa mieszkańcy w dużej części przyjęli jego nauki, a wieś stała się silnym ośrodkiem protestantyzmu. W 1551 bracia czescy wybudowali tu drewniany kościół, który służył im do 1624.
Według austriackiego spisu ludności z 1900 roku Hodslavice miały 1682 mieszkańców, z czego prawie wszyscy byli czeskojęzyczni, większość (1132) była ewangelikami, a mniejszość (550) katolikami.
W miejscowości tej urodził się František Palacký − czeski historyk, polityk, współtwórca i główny propagator austroslawizmu.

## Zabytki
- Rodzinnym dom Františka Palackégo i jego pomnik
- Kościół Serca Pana (1905-1906)
- Kościół ewangelicki
- Drewniany kościół św. Andrzeja (lata 80. XV wieku), najstarszy obiekt sakralny w kraju morawsko-śląskim[4]
- Budynek szkoły ewangelickiej